# Reidis Ramos
Reidis Ramos (né le 21 juillet 1996) est un athlète cubain, spécialiste du sprint.
Le 19 juin 2016, il permet au relais cubain du 4 × 100 m, composé également de Roberto Skyers, Reynier Mena, Yaniel Carrero, de gagner l'épreuve du meeting de Santo Antonio à Lisbonne, en 38 s 70, temps qui permet à Cuba de se qualifier pour les Jeux olympiques de Rio.
Son meilleur temps sur 100 m est de 10 s 39 obtenu le 15 mai 2015 à Camagüey.